# Сорокушові
Сорокушові (Thamnophilidae) — родина горобцеподібних птахів з підряду тиранових (Tyranni).
Родина включає понад 30 родів, у ній налічують приблизно 200 видів. Заселяють ліси Південної і Центральної Америки від Південної Мексики до Центральної Аргентини. Живляться комахами, збирають їх переважно на землі. Довжина тіла від 9,5 до 36 см.

## Список родів
- Batara Lesson, 1831
- Biatas Cabanis & Heine, 1859
- Cercomacra PL Sclater, 1858
- Clytoctantes Elliot, 1870
- Cymbilaimus GR Gray, 1840
- Dichrozona Ridgway, 1888
- Drymophila Swainson, 1824
- Dysithamnus Cabanis, 1847
- Formicivora Swainson, 1824
- Frederickena Chubb, 1918
- Gymnocichla PL Sclater, 1858
- Gymnopithys Bonaparte, 1857
- Herpsilochmus Cabanis, 1847
- Hylophylax Ridgway, 1909
- Hypocnemis Cabanis, 1847
- Hypocnemoides Bangs & TE Penard, 1918
- Hypoedaleus Cabanis & Heine, 1859
- Mackenziaena Chubb, 1918
- Megastictus Ridgway, 1909
- Myrmeciza GR Gray, 1841
- Myrmoborus Cabanis & Heine, 1859
- Myrmochanes Allen, 1889
- Myrmorchilus Ridgway, 1909
- Microrhopias PL Sclater, 1862
- MyrmornisHermann, 1783
- Myrmotherula PL Sclater, 1858
- Neoctantes PL Sclater, 1869
- Percnostola Cabanis & Heine, 1859
- Phaenostictus Ridgway, 1909
- Phlegopsis Reichenbach, 1850
- Pithys Vieillot, 1818
- Pygiptila PL Sclater, 1858
- Pyriglena Cabanis, 1847
- Rhegmatorhina Ridgway, 1888
- Rhopornis Richmond, 1902
- Sakesphorus Chubb, 1918
- Schistocichla Todd, 1927
- Sclateria Oberholser, 1899
- Skutchia Willis, 1968
- Stymphalornis Bornschein, Reinert & Teixeira, 1995
- Terenura Cabanis & Heine, 1859
- Thamnistes PL Sclater & Salvin, 1860
- Thamnomanes Cabanis, 1847
- Thamnophilus Vieillot, 1816
- Taraba Lesson, 1831
- Xenornis Chapman, 1924